# Condition d'extinction
Pour les articles homonymes, voir Extinction.
En cristallographie, les conditions d'extinction donnent l'ensemble des réflexions systématiquement absentes, c'est-à-dire d'intensité nulle, lors d'expériences de diffraction (de rayons X, de neutrons ou d'électrons) sur un cristal. Ces extinctions sont dues aux interférences destructives des rayons diffractés, causées par la présence d'opérations de symétrie contenant des composantes translatoires dans le groupe d'espace du cristal. Les réflexions systématiquement éteintes par symétrie sont appelées « réflexions interdites ». Les conditions de réflexion donnent, au contraire, pour un groupe d'espace donné, l'ensemble des réflexions d'intensité non nulle ou « réflexions autorisées » (même si dans la pratique certaines intensités mesurées peuvent être très faibles).
Il existe trois types d'extinctions systématiques, qui se différencient par leurs effets dans l'espace réciproque : les extinctions intégrales, les extinctions zonales et les extinctions sérielles.

## Extinctions et groupes d'espace
Pour déterminer une structure cristalline, la connaissance des conditions d'extinction est essentielle : elle permet l'identification des éléments de symétrie translatoires du cristal (axes hélicoïdaux, miroirs translatoires) et ainsi la sélection d'un ensemble limité de groupes d'espace pouvant décrire sa symétrie. Pour cette raison, les tables internationales de cristallographie contiennent, pour chaque groupe d'espace, la liste des conditions de réflexion.
Les groupes d'espace symmorphiques décrits par rapport à une maille primitive ne présentent aucune condition d'extinction, c'est-à-dire que toutes les réflexions sont autorisées : P1, P1, P2, Pm, P2/m, P222, Pmm2, Pmmm, P4, P4, P4/m, P422, P4mm, P42m, P4m2, P4/mmm, P3, P3, P312, P321, P3m1, P31m, P3m1, P31m, P6, P6, P6/m, P622, P6mm, P6m2, P62m, P6/mmm, P23, Pm3, P432, P43m et Pm3m.

## Extinctions intégrales
Les extinctions intégrales concernent toutes les réflexions, d'indices {\displaystyle hkl}, de l'espace réciproque. Elles ont lieu lorsque la maille utilisée pour décrire la structure cristalline n'est pas primitive.
| Maille           | Réflexions          | Vecteur de translation | Condition d'extinction                                                           | Condition de réflexion                                                   |
| ---------------- | ------------------- | --- | -------------------------------------------------------------------------------- | ------------------------------------------------------------------------ |
| Primitive        | {\displaystyle hkl} | aucun | aucune                                                                           | toutes                                                                   |
| Face A centrée   | {\displaystyle hkl} | {\displaystyle {\vec {b}}/2+{\vec {c}}/2}                                                                                     | {\displaystyle k+l=2n+1}                                                         | {\displaystyle k+l=2n}                                                   |
| Face B centrée   | {\displaystyle hkl} | {\displaystyle {\vec {a}}/2+{\vec {c}}/2}                                                                                     | {\displaystyle h+l=2n+1}                                                         | {\displaystyle h+l=2n}                                                   |
| Face C centrée   | {\displaystyle hkl} | {\displaystyle {\vec {a}}/2+{\vec {b}}/2}                                                                                     | {\displaystyle h+k=2n+1}                                                         | {\displaystyle h+k=2n}                                                   |
| Centrée          | {\displaystyle hkl} | {\displaystyle {\vec {a}}/2+{\vec {b}}/2+{\vec {c}}/2}                                                                        | {\displaystyle h+k+l=2n+1}                                                       | {\displaystyle h+k+l=2n}                                                 |
| À faces centrées | {\displaystyle hkl} | {\displaystyle {\vec {b}}/2+{\vec {c}}/2} {\displaystyle {\vec {a}}/2+{\vec {c}}/2} {\displaystyle {\vec {a}}/2+{\vec {b}}/2} | {\displaystyle h}, {\displaystyle k} et {\displaystyle l} de parités différentes | {\displaystyle h}, {\displaystyle k} et {\displaystyle l} de même parité |
| Rhomboédrique    | {\displaystyle hkl} | {\displaystyle 2{\vec {a}}/3+{\vec {b}}/3+{\vec {c}}/3}                                                                       | {\displaystyle -h+k+l} ≠ {\displaystyle 3n}                                      | {\displaystyle -h+k+l} = {\displaystyle 3n}                              |

## Extinctions zonales
Les extinctions zonales ne concernent que les réflexions appartenant à certains plans de l'espace réciproque. Elles ont lieu lorsque le groupe d'espace du cristal contient des miroirs translatoires qui ne sont pas parallèles à des miroir non-translatoires.
| Miroir translatoire               | Réflexions          | Vecteur de translation                       | Condition d'extinction                   | Condition de réflexion                                             |
| --------------------------------- | ------------------- | -------------------------------------------- | ---------------------------------------- | ------------------------------------------------------------------ |
| {\displaystyle a\perp {\vec {b}}} | {\displaystyle h0l} | {\displaystyle {\vec {a}}/2}                 | {\displaystyle h=2n+1}                   | {\displaystyle h=2n}                                               |
| {\displaystyle a\perp {\vec {c}}} | {\displaystyle hk0} | {\displaystyle {\vec {a}}/2}                 | {\displaystyle h=2n+1}                   | {\displaystyle h=2n}                                               |
| {\displaystyle b\perp {\vec {a}}} | {\displaystyle 0kl} | {\displaystyle {\vec {b}}/2}                 | {\displaystyle k=2n+1}                   | {\displaystyle k=2n}                                               |
| {\displaystyle b\perp {\vec {c}}} | {\displaystyle hk0} | {\displaystyle {\vec {b}}/2}                 | {\displaystyle k=2n+1}                   | {\displaystyle k=2n}                                               |
| {\displaystyle c\perp {\vec {a}}} | {\displaystyle 0kl} | {\displaystyle {\vec {c}}/2}                 | {\displaystyle l=2n+1}                   | {\displaystyle l=2n}                                               |
| {\displaystyle c\perp {\vec {b}}} | {\displaystyle h0l} | {\displaystyle {\vec {c}}/2}                 | {\displaystyle l=2n+1}                   | {\displaystyle l=2n}                                               |
| {\displaystyle n\perp {\vec {a}}} | {\displaystyle 0kl} | {\displaystyle {\vec {b}}/2+{\vec {c}}/2}    | {\displaystyle k+l=2n+1}                 | {\displaystyle k+l=2n}                                             |
| {\displaystyle n\perp {\vec {b}}} | {\displaystyle h0l} | {\displaystyle {\vec {a}}/2+{\vec {c}}/2}    | {\displaystyle h+l=2n+1}                 | {\displaystyle h+l=2n}                                             |
| {\displaystyle n\perp {\vec {c}}} | {\displaystyle hk0} | {\displaystyle {\vec {a}}/2+{\vec {b}}/2}    | {\displaystyle h+k=2n+1}                 | {\displaystyle h+k=2n}                                             |
| {\displaystyle d\perp {\vec {a}}} | {\displaystyle 0kl} | {\displaystyle {\vec {b}}/4\pm {\vec {c}}/4} | {\displaystyle k+l} ≠ {\displaystyle 4n} | {\displaystyle k+l=4n}, {\displaystyle k=2n}, {\displaystyle l=2n} |
| {\displaystyle d\perp {\vec {b}}} | {\displaystyle h0l} | {\displaystyle {\vec {a}}/4\pm {\vec {c}}/4} | {\displaystyle h+l} ≠ {\displaystyle 4n} | {\displaystyle h+l=4n}, {\displaystyle h=2n}, {\displaystyle l=2n} |
| {\displaystyle d\perp {\vec {c}}} | {\displaystyle hk0} | {\displaystyle {\vec {a}}/4\pm {\vec {b}}/4} | {\displaystyle h+k} ≠ {\displaystyle 4n} | {\displaystyle h+k=4n}, {\displaystyle h=2n}, {\displaystyle k=2n} |

## Extinctions sérielles
Les extinctions sérielles ne concernent que les réflexions appartenant à certaines droites de l'espace réciproque. Elles ont lieu lorsque le groupe d'espace du cristal contient des axes hélicoïdaux qui ne sont pas parallèles à des axes de rotation du même ordre.
| Axe hélicoïdal                                                                                      | Réflexions          | Vecteur de translation                                      | Condition d'extinction                 | Condition de réflexion |
| --------------------------------------------------------------------------------------------------- | ------------------- | ----------------------------------------------------------- | -------------------------------------- | ---------------------- |
| {\displaystyle 2_{1}}, {\displaystyle 4_{2}}, {\displaystyle 6_{3}} // [100]                        | {\displaystyle h00} | {\displaystyle {\vec {a}}/2}                                | {\displaystyle h=2n+1}                 | {\displaystyle h=2n}   |
| {\displaystyle 2_{1}}, {\displaystyle 4_{2}}, {\displaystyle 6_{3}} // [010]                        | {\displaystyle 0k0} | {\displaystyle {\vec {b}}/2}                                | {\displaystyle k=2n+1}                 | {\displaystyle k=2n}   |
| {\displaystyle 2_{1}}, {\displaystyle 4_{2}}, {\displaystyle 6_{3}} // [001]                        | {\displaystyle 00l} | {\displaystyle {\vec {c}}/2}                                | {\displaystyle l=2n+1}                 | {\displaystyle l=2n}   |
| {\displaystyle 3_{1}}, {\displaystyle 3_{2}}, {\displaystyle 6_{2}}, {\displaystyle 6_{4}} // [100] | {\displaystyle h00} | {\displaystyle {\vec {a}}/3,} {\displaystyle 2{\vec {a}}/3} | {\displaystyle h} ≠ {\displaystyle 3n} | {\displaystyle h=3n}   |
| {\displaystyle 3_{1}}, {\displaystyle 3_{2}}, {\displaystyle 6_{2}}, {\displaystyle 6_{4}} // [010] | {\displaystyle 0k0} | {\displaystyle {\vec {b}}/3,} {\displaystyle 2{\vec {b}}/3} | {\displaystyle k} ≠ {\displaystyle 3n} | {\displaystyle k=3n}   |
| {\displaystyle 3_{1}}, {\displaystyle 3_{2}}, {\displaystyle 6_{2}}, {\displaystyle 6_{4}} // [001] | {\displaystyle 00l} | {\displaystyle {\vec {c}}/3,} {\displaystyle 2{\vec {c}}/3} | {\displaystyle l} ≠ {\displaystyle 3n} | {\displaystyle l=3n}   |
| {\displaystyle 4_{1}}, {\displaystyle 4_{3}} // [100]                                               | {\displaystyle h00} | {\displaystyle {\vec {a}}/4,} {\displaystyle 3{\vec {a}}/4} | {\displaystyle h} ≠ {\displaystyle 4n} | {\displaystyle h=4n}   |
| {\displaystyle 4_{1}}, {\displaystyle 4_{3}} // [010]                                               | {\displaystyle 0k0} | {\displaystyle {\vec {b}}/4,} {\displaystyle 3{\vec {b}}/4} | {\displaystyle k} ≠ {\displaystyle 4n} | {\displaystyle k=4n}   |
| {\displaystyle 4_{1}}, {\displaystyle 4_{3}} // [001]                                               | {\displaystyle 00l} | {\displaystyle {\vec {c}}/4,} {\displaystyle 3{\vec {c}}/4} | {\displaystyle l} ≠ {\displaystyle 4n} | {\displaystyle l=4n}   |
| {\displaystyle 6_{1}}, {\displaystyle 6_{5}} // [100]                                               | {\displaystyle h00} | {\displaystyle {\vec {a}}/6,} {\displaystyle 5{\vec {a}}/6} | {\displaystyle h} ≠ {\displaystyle 6n} | {\displaystyle h=6n}   |
| {\displaystyle 6_{1}}, {\displaystyle 6_{5}} // [010]                                               | {\displaystyle 0k0} | {\displaystyle {\vec {b}}/6,} {\displaystyle 5{\vec {b}}/6} | {\displaystyle k} ≠ {\displaystyle 6n} | {\displaystyle k=6n}   |
| {\displaystyle 6_{1}}, {\displaystyle 6_{5}} // [001]                                               | {\displaystyle 001} | {\displaystyle {\vec {c}}/6,} {\displaystyle 5{\vec {c}}/6} | {\displaystyle l} ≠ {\displaystyle 6n} | {\displaystyle l=6n}   |

## Calcul des conditions d'extinction
Les conditions d'extinction pour un élément de symétrie translatoire donné se trouvent en cherchant les conditions sur les indices {\displaystyle hkl} qui annulent systématiquement le facteur de structure :
{\displaystyle F(hkl)=\sum _{p=1}^{m}\sum _{j=1}^{n}f_{j}\cdot e^{2i\pi (hx_{j,p}+ky_{j,p}+lz_{j,p})}=\sum _{j=1}^{n}F_{j}(hkl)=0}
où {\displaystyle f_{j}} est le facteur de diffusion atomique de l'atome {\displaystyle j} de l'unité asymétrique de la maille, {\displaystyle x_{j,p}}, {\displaystyle y_{j,p}}, {\displaystyle z_{j,p}} sont ses coordonnées dans la maille en fonction de l'opération de symétrie {\displaystyle p} et {\displaystyle F_{j}(hkl)} est sa contribution partielle au facteur de structure.
Pour cela, il suffit de considérer un atome {\displaystyle j} en position générale : si pour cet atome
{\displaystyle F_{j}(hkl)=f_{j}\sum _{p=1}^{m}e^{2i\pi (hx_{j,p}+ky_{j,p}+lz_{j,p})}=0,}
alors {\displaystyle F(hkl)=0} pour l'ensemble des atomes du cristal. Il suffit donc de résoudre l'équation
{\displaystyle \sum _{p=1}^{m}e^{2i\pi (hx_{j,p}+ky_{j,p}+lz_{j,p})}=0}
en fonction de {\displaystyle h}, {\displaystyle k} et {\displaystyle l} pour {\displaystyle x_{j,p}}, {\displaystyle y_{j,p}}, {\displaystyle z_{j,p}} quelconques.

Par exemple, pour une maille centrée :
{\displaystyle {\begin{array}{rcl}F_{j}(hkl)&=&e^{2i\pi (hx_{j}+ky_{j}+lz_{j})}+e^{2i\pi [h(x_{j}+1/2)+k(y_{j}+1/2)+l(z_{j}+1/2)]}\\[1ex]~&=&e^{2i\pi (hx_{j}+ky_{j}+lz_{j})}(1+e^{2i\pi (h/2+k/2+l/2)})\end{array}}}
L'annulation du facteur de structure partiel de l'atome {\displaystyle j} conduit à
{\displaystyle e^{2i\pi (h/2+k/2+l/2)}=-1,\,}
ce qui n'est possible que si {\displaystyle h/2+k/2+l/2} est un demi-entier : la somme {\displaystyle h+k+l} doit être impaire pour que l'on ait une extinction.